# Roodpolsboswolfspin
De roodpolsboswolfspin (Pardosa alacris) is een spinnensoort in de taxonomische indeling van de wolfspinnen (Lycosidae).
Het dier behoort tot het geslacht Pardosa. De wetenschappelijke naam van de soort werd voor het eerst geldig gepubliceerd in 1833 door Carl Ludwig Koch.